# 9824 Marylea
A 9824 Marylea (ideiglenes jelöléssel 3033 T-2) a Naprendszer kisbolygóövében található aszteroida. Cornelis Johannes van Houten, Ingrid van Houten-Groeneveld és Tom Gehrels fedezte fel 1973. szeptember 30-án.